# Лук'янченко Микола Іванович
Микола Іванович Лук'янченко (нар. 18 жовтня 1953, смт Меденичі Дрогобицького району Львівської області) — український науковець, декан факультету природничих наук і здоров'я людини Дрогобицького державного педагогічного університету імені Івана Франка. В.о. ректора Дрогобицького державного педагогічного університету імені Івана Франка з 8 липня до 25 листопада 2021 року. Доктор педагогічних наук (2013), професор (2002).

## Біографія
Народився в родині службовця. У 1974 році закінчив Львівський державний інститут фізичної культури, спеціальність «Фізичне виховання», кваліфікація — викладач фізичного виховання.
У 1975—1976 роках — викладач кафедри фізичного виховання Дрогобицького державного педагогічного інституту імені Івана Франка.
У 1976—1990 роках — вчитель фізичної культури середніх шкіл № 14 та № 16 міста Дрогобича.
У 1991—1996 роках — викладач, доцент кафедри фізичного виховання Дрогобицького державного педагогічного інституту імені Івана Франка.
У 1994 році захистив дисертацію на тему «Методика реалізації індивідуального підходу в розвитку швидкісно-силових якостей юнаків 15—17 років з використанням ЕОМ» із присудженням наукового ступеня кандидата педагогічних наук із спеціальності теорія і методика фізичного виховання, спортивного тренування і оздоровчої фізичної культури. У 1995 році присвоєно вчене звання доцента.
У 1996—2003 роках — завідувач кафедри спортивних дисциплін та методики їх викладання Дрогобицького державного педагогічного інституту імені Івана Франка.
У 1996—1998 роках — в.о. декана, в 1998—2013 роках — декан факультету фізичного виховання Дрогобицького державного педагогічного інституту імені Івана Франка.
Одночасно, директор Дрогобицької філії Медичного училища «Медик» та Дрогобицької філії Медичного коледжу «Монада».
У 2003—2016 роках — завідувач кафедри теорії та методики фізичного виховання Дрогобицького державного педагогічного інституту імені Івана Франка.
У 2012 році захистив дисертацію на тему «Теоретико-методичні засади розвитку педагогіки здоров'я в Україні» із присудженням наукового ступеня доктора педагогічних наук із спеціальності загальна педагогіка та історія педагогіки.
З лютого 2013 по 2018 рік — проректор з науково-педагогічної роботи та стратегії соціально-економічного розвитку Дрогобицького державного педагогічного інституту імені Івана Франка.
З 2018 по вересень 2022 року — директор навчально-наукового інституту фізичної культури і здоров'я Дрогобицького державного педагогічного університету імені Івана Франка.
З 8 липня до 25 листопада 2021 року — в.о. ректора Дрогобицького державного педагогічного університету імені Івана Франка.
З вересня 2022 року — декан факультету природничих наук і здоров'я людини Дрогобицького державного педагогічного університету імені Івана Франка.
Неодноразово обирався депутатом Дрогобицької міської (з 1994 по 2002) та районної рад. Віцепрезидент Федерації мініфутболу Львівщини, голова Федерації мініфутболу Дрогобиччини.
Автор понад 100 наукових та науково-методичних праць з теорії і методики фізичного виховання, питань педагогіки здоров'я, а також здорового способу життя. Під його керівництвом захищено 5 дисертаційних робіт на здобуття наукового ступеня кандидата наук.

## Основні праці
- Українські народні рухливі ігри, розваги та забави: посібник. Дрогобич, 1999 (співавт.);
- Окремі види оздоровчого масажу та методика оволодіння ними: посібник. Дрогобич, 2008 (співавт.);
- Педагогіка здоров'я: теорія та практика. Дрогобич, 2012.

## Нагороди та відзнаки
- знак «Відмінник освіти України» (1998)
- звання «Заслужений працівник фізичної культури та спорту України» (2002)